# Graybar Electric Company Building
El Graybar Electric Company Building está ubicado en 55 West Canfield Street en Midtown Detroit, Míchigan. Este edificio de almacén se alquiló a Graybar Electric Company desde 1926 hasta la década de 1940. Fue incluido en el Registro Nacional de Lugares Históricos en 1997.

## Historia
Graybar Electric Company se fundó en 1869 en Cleveland, Ohio, para vender equipos de comunicaciones al público. La compañía tuvo un éxito instantáneo y pronto Anson Stager, superintendente general de Western Union Telegraph Company, compró la compañía y la trasladó a Chicago. En 1872, esta se incorporó como Western Electric Manufacturing Company. Creció rápidamente después de la invención del teléfono en 1875, involucrándose más en la fabricación de aparatos telefónicos, además de continuar fabricando y distribuyendo una variedad de equipos eléctricos.
En 1926, Western Electric era tan grande que creó una entidad separada específicamente para manejar la distribución de suministros y equipos eléctricos. Esta se llamó Graybar, haciéndose eco del nombre original de la compañía en 1869. La nueva empresa se convirtió inmediatamente en el mayorista de suministros y equipos eléctricos del país, con 59 casas distribuidoras en Estados Unidos. 
El Graybar Electric Company Building fue construido en 1926 por C.F. Haglin & Sons para Graybar Electric Company. Haglin arrendó el edificio a Graybar, quien lo ocupó hasta bien entrada la década de 1940. Más tarde fue utilizado por la Junta de Educación de Detroit como su Departamento Audiovisual. En 2000, se convirtió en un espacio tipo loft.

## Descripción
El Graybar Electric Company Building es un edificio de tres pisos, de ladrillo y hormigón, de estilo industrial, originalmente construido para albergar oficinas y espacio de almacén. La fachada de ladrillo es simétrica, dividida en tramos por pilares de ladrillo que se elevan desde una hilera de cuerdas de piedra entre el primer y el segundo piso. La entrada sin embargo está descentrada, con puertas de garaje a un lado. 
Los pilares terminan en un parapeto escalonado, con tapas de parapeto y pilares de piedra fundida. Las ventanas en los pisos superiores se agrupan entre los pilares, con tres ventanas por bahía en las bahías interiores y dos ventanas por bahía en las bahías exteriores. Sobre cada tramo exterior hay un panel de piedra fundida que lleva un escudo.